# Гіанея
«Гіанея» — науково-фантастичний роман радянського письменника Георгія Мартинова.
Роман існує в різних редакціях. Скорочений варіант роману опублікований в 1963 році в журналі «Зміна», перше окреме видання — у 1965 році у видавництві «Дитяча література». Перероблене і доповнене видання вийшло в тому ж видавництві у 1971 році.
Деякі критики відносять роман до різновиду інтелектуальної «космічної опери», рідкісної в радянській фантастиці того часу, і вважають його одним з кращих творів Мартинова. Відмічаються також яскраві утопічні мотиви твору.

## Сюжет

### Перша редакція
Дія роману відбувається приблизно в 20-х роках XXI століття. До того часу на Землі настала епоха розвинутого комунізму. Всі країни об'єднані в єдину дружну родину, йде посилене перетворення природи, здійснюється безліч наукових відкриттів і технічних досягнень, активно досліджується Сонячна система. Вже не за горами той час, коли земляни зможуть побудувати космольоти, здатні долати міжзоряні простори. Випадково земні вчені виявляють на орбіті навколо Землі два об'єкта, чий рух неможливо передбачити. Траєкторії руху об'єктів вдається розрахувати тільки після припущення, що ці об'єкти штучного походження — порожні всередині і мають двигуни. Земляни припускають, що виявили супутники-спостерігачі інопланетної цивілізації. Спробам їх досліджувати супутники не піддаються — при наближенні до них космічного корабля землян, вони ухиляються від нього, а посланий до одного із супутників робот-розвідник знищується захисними засобами. Після чого супутники змінюють траєкторії і зникають в районі кратера Тихо на Місяці. Незважаючи на ретельне обстеження передбачуваного району посадки супутників, їх так і не вдалося виявити.
Через два роки після цих подій невідомий інопланетний корабель висаджує поблизу розташованої на астероїд Гермес наукової бази землян дівчину-інопланетянку і безпосередньо після цього вибухає. Дівчину, яка повідомляє, що її звуть Гіянейя (у вимові землян — Гіанея), привозять на Землю. Інопланетянка зовні незначно відрізняється від землян — тільки зеленуватий відтінок шкіри, дещо незвичний розріз очей, гнучкість тіла, порівнянна з кращими земними гімнастками, відрізняє її (пізніше з'ясувалося, що Гіанея здатна бачити в ділянках спектру, недоступних очам землян, всі її органи почуттів загострені, а тривалість життя її одноплемінників — 500 років). Спочатку вона проявляє дивну відсутність інтересу до навколишнього і небажання розповідати про себе і свій світ, що дуже дивує землян і дає приводи для найрізноманітніших припущень. Через деякий час Гіанея стає більш контактною і з'ясовується, що вона прилетіла до Землі з групою співвітчизників, які мали намір знищити людство. Два автоматичних космічних об'єкта, у визначений термін, повинні були впливати на людей Землі якимось випромінюванням (спорідненим із випромінювання від ядерних вибухів), спричинивши безпліддя землян. Поступово земляни, на свій подив, дізнаються, що співвітчизники Гіанеї, попри високий рівень технічного розвитку, рабовласники. Адже в суспільстві, звідки родом Гіанея, унаслідок дуже тривалого життя, дуже сильні традиції минулого і звичаї, що накладають досить жорсткі регламенти на поведінку людей. Для співвітчизників Гіанеї будь-які інші цивілізації сприймаються як джерело дармових ресурсів, або як непотрібна перешкода, яка підлягає знищенню.
Гіанея і її супутники належать до групи представників жорстокої правлячої касти, що давно покинули рідну планету та мешкають у чужому світі, поневоливши його аборигенів — дикунів, а тепер мають намір знову розширити свій життєвий простір — цього разу за рахунок Землі. Вони вже побували на Землі близько ста років тому, вивчаючи землян (з цієї причини Гіанея добре знає іспанську мову, власне, вона й була взята в політ як перекладачка), а тепер повернулися, щоб завершити задуманий злочин. Однак їхній корабель був підірваний одним з членів екіпажу — Ріягейєю, прогресивним молодим чоловіком, противником загарбницьких планів. Небажання Гіанеї розповідати землянам про свій світ, як з'ясувалося, було продиктовано останньою волею Ріягейї — якого Гіанея дуже поважала і любила, як батька. Оскільки перший приліт співвітчизників Гіанеї на Землю відбувся в першій половині двадцятого століття, то Ріягейя вважав, що неприпустимо знайомити землян з високими технологіями, які вони можуть використовувати на шкоду собі, через що і вважав за потрібне підірвати корабель.
Гіанея, також не розділяючи задумів своїх родичів, допомагає землянам виявити замасковану автоматичну базу на Місяці, що представляє високу загрозу для людства. Як з'ясовується, база і супутники невидимі для очей землян, через що і не були виявлені раніше. Всупереч попередженню Гіанеї, що базу слід знищити негайно після виявлення, земляни намагаються дослідити базу, але спрацьовує система самоліквідації і база вибухає, а супутники відправляються в свій останній політ — виконати те, заради чого вони були створені. Землянам доводиться в терміновому порядку знищувати обидва супутника, так і не встигнувши ознайомиться з їхнім влаштуванням.
Гіанея недостатньо володіє технічними знаннями і не може розповісти землянам про будову міжзоряних космічних кораблів і надати координати планет, де знаходиться її народ, адже, в перерахунку на земний вік, Гіанеї приблизно 17 років.
Через деякий час до Землі знову наближається космічний корабель. Він невидимий в оптичному діапазоні, і це вказує землянам, що зореліт належить співвітчизникам Гіанеї. Земля вживає заходів, щоб виключити можливу небезпеку, але вирішено все-таки спробувати увійти в контакт з екіпажем космічного корабля. На подив землян і Гіанеї, в космічному кораблі міститься тільки четверо тубільців, які перебувають на вкрай низькому ступені розвитку — тих самих, яких поневолили співвітчизники Гіанеї. Як з'ясувалося, на поневоленій планеті відбулося повстання, тубільці (як повідомив один з пасажирів — Меріго), перебили всіх загарбників. Але аборигени, звільнившись самі від гніту колонізаторів, спонукувані почуттям солідарності до землянам, побажали попередити «товаришів по нещастю» про загрозу (Ріягейя, мабуть, знав про майбутнє повстання тубільців, чим і пояснюється його впевненість у тому, що подальших спроб захоплення Землі з боку його співвітчизників вже не буде).
Тубільці були нездатні керувати космічним кораблем, але на зорельотах народу Гіанеї були складні обчислювальні машини («мозок навігації»), здатні при сприятливих умовах доставити екіпаж на потрібну планету в повністю автоматичному режимі, навіть без участі пілотів. Тим паче, що один з кораблів був повністю готовий до польоту на Землю — в «мозок навігації» була введена відповідна програма, на зорельоті були достатні запаси їжі та води. Від Ріягейї тубільцям було відомо, як запустити механізми корабля.
Земляни вражені шляхетним подвигом дикунів, які вирушили в багаторічний космічний політ для врятування незнайомого їм людства. А Гіанея шокована звісткою, отриманими від Меріго. Їй, мабуть, не дуже шкода батька (ймовірно, жорстокого і безжального), але звістка про загибель матері і молодшої сестри призводять її до депресії. Пригнічена страшною звісткою, сумуючи за батьківщиною, так і не звикнувши до життя на Землі, зовсім не схожою на звичне їй життя, та ще й не отримуючи взаєморозуміння з уподобаним нею землянином — Муратовим, дівчина робить спробу самогубства, прийнявши невідому отруту. В епілозі раннього видання розповідалося про зустріч землян з несподівано прибулими на Землю співвітчизниками Гіанеї (яка також називається Гіанея), адже гіанейці до того часу значно змінилися, на планеті відбулися кардинальні зміни суспільного ладу. Дізнавшись про біду, що загрожує землянам, гіанейці терміново послали до Землі рятувальну експедицію, для перешкоджанням планам своїх жорстоких одноплемінників. Прилетівши, гіанейці насамперед цікавляться, чи з'являлися біля Землі два невідомих об'єкта, але земляни їм повідомляють, що загрозу вже виявлено і ліквідовано. Дізнавшись, що на Землі перебуває їхня вмираюча співвітчизниця, прибульці спільно з земними лікарями рятують Гіанею від смерті, але повне видужання можливе лише на Гіанеї. З раннього книжкового видання виходило, що хоча життя Гіанеї вдалося врятувати, вона лишається без свідомості в комі. Гіанею відправляють на її рідну планету для повного лікування.

### Друга редакція
У наступній редакції роману були зроблені значні зміни і доповнення. У новій редакції розповідається, що Гіанея, ще на Землі, була повністю вилікувана земними лікарями і своїми співвітчизниками, але побажала відвідати «планету Меріго», щоб здійснити поховання праху своїх близьких, за стародавнім звичаєм.
Потім Гіанея виходить заміж за Муратова, до якого давно відчувала ніжні почуття. Разом вони беруть участь в експедиції на планету, з якої прилетіла Гіанея. Основною метою експедиції, що складається з декількох десятків людей, є налагодження контактів з «планетою Меріго». Для експедиції вирішено використовувати корабель гіанейців, на якому прилетіли тубільці (умовно названий землянами — «корабель Меріго»), ідентичний тому, на якому Гіанея прилетіла на початку роману. Під час польоту частина екіпажу міститься в анабіозі, в тому числі і Меріго з товаришами, тим більше, що у Гіанеї і Меріго склалися непрості відносини. Гіанея, хоча і розуміє причини, що спонукали аборигенів знищити загарбників, але не бажає виправдати тубільців за вбивство жінок і дітей, а Меріго наполегливо вимагає віддати Гіанею йому на розправу, бо, за законами суспільства, Гіанея повинна бути страчена. У Меріго є причини особливо ненавидіти гіанейців, адже його рідну сестру загарбники спалили живцем за незначну провину.
В польоті корабель зазнає аварії через диверсію (програму протидії викраденню корабля, закладену в «мозку навігації») — перестають працювати двері в перегородках відсіків, відключається внутрішній зв'язок, мимоволі включаються екрани зовнішнього огляду, двигуни переходять в режим гальмування. Екіпаж виявляється розділеним на групи в різних відсіках. Після того, як космонавти зламують люки перебірок і добираються до «мозку навігації», на екрані з'являється повідомлення, що за викрадення корабля вони засуджені до болісної страти — основними двигунами корабля неможливо керувати вручну, зореліт буде падати на найближчу зорю, але ще до того, як він упаде, екіпаж збожеволіє від багаторічного очікування смерті. Наостанок відбувається вихід з ладу «мозку навігації». Під час польоту на Землю Меріго і його товаришів, диверсія не відбулася, бо аборигени не намагалися зламати отримати доступ до «мозку навігації».
Екіпажу корабля вдається врятуватися завдяки радіостанції та маневровим двигунам, встановленим на корабель на Землі. Вони шлють сигнал про допомогу, а також розвертають корабель у напрямку до Сонця. Маючи достатню надію, люди намагаються зберігати бадьорість і спокійно чекають рятувальників, проводячи час у самовдосконаленні. Розташовані на кораблі дві сімейні пари народжують дітей. Через кілька років, спільними зусиллями землян і гіанейців, до замкнених в кораблі людей приходить порятунок. Однією з перших, що вступили на борт "корабля Меріго", виявляється рідна сестра Гіанеї. Як з'ясувалося, Меріго не вважав за потрібне розповісти, що були страчені лише дорослі «ненависні», а діти загарбників уціліли. На цьому розповідь закінчується.

## Відмінності в редакціях роману
Спочатку роман був розрахований на дорослого читача, у ньому описуються досить складні етичні і психологічні проблеми. Скорочений журнальний варіант роману закінчувався смертю Гіанеї, однак деякі читачі висловили невдоволення таким трагічним фіналом, і у виданні 1965 року читачеві дається зрозуміти, що вона залишилася жива. Пізніше Мартинов написав ще дві частини, в яких описав подорож Гіанеї до планети-колонії і примирення з її жителями. Перероблене видання для дітей 1971 року вже отримала популярність книги викликало неоднозначну реакцію у дорослого читача, зате виразно задовольнила читача-підлітка. В новому варіанті також був прибраний легкий наліт еротики, присутній у вихідному тексті.

## Помилки в романі
З точки зору наукової достовірності, роман написаний з певними науковими помилками. Деякі неточності в романі:
- Траєкторії супутників-шпигунів залежать від їх маси (для мас, набагато менших маси Землі це невірно і прямо порушує принцип еквівалентності).
- Стаціонарні траєкторії тих же супутників являють собою спіралі (насправді орбіти тіл, на які діє тільки гравітаційне тяжіння планети, можуть мати тільки конічні перетини).
- В обсерваторії на Гермесі люди пересуваються за допомогою намагнічених підошов черевиків, які прилипають до металевої підлоги і не дають злетіти, бо на невеликому астероїді гравітація близька до нуля. Однак, щоб діставити Гіанею в зореліт, Муратов бере її на руки і майже бігом рухається по поверхні астероїда, хоча перший же крок відкинув би їх обох у космос.
- Коли корабель в результаті спрацьовування «закладки» починає гальмування, команда виконує розворот, використовуючи додаткові маневрові двигуни. Насправді, подібний маневр призвів би до того, що корабель продовжив би рух у колишньому напрямку.
- У романі згадуються золоті туфельки Гіанеї, забезпечені магнітними підошвами. Незрозуміло призначення магнітних підошов, адже в романі чітко сказано про те, що зореліт, на якому прибула Гіанея, має штучну гравітацію.

Є також логічні неузгодженості:
- Екіпаж вирішив стратити Ріягейю після посадки на Землю і Ріягейя знав про це. При цьому програма виходу з анабіозу побудована таким чином, що першим прокидається саме Ріягейя, і він напевне подбав би про свій порятунок. З іншого боку, в романі ніде не сказано, що екіпаж зорельота з загарбниками перебував саме в анабіозі в момент вибуху. Згадується тільки про те, що в той момент «всі спали», що можна трактувати, як звичайний сон. Крім того, в романі немає згадок і про те, що екіпаж озвучив свої наміри щодо Ріягеї (але він міг дізнатися про це випадково).
- Також незрозуміла логіка самого Ріягеї. Він любить Гіанею, як дочку, але відправив її на Землю, де її, на його думку, чекає спалення. Хоча, він міг припускати, що на Землі вона має шанси вижити, на відміну від борту зорельота.
- З роману абсолютно не зрозуміло, з якою метою залишені гіянейцями супутники періодично оберталися навколо Землі, не задіюючи свою зброю, адже супутники могли б спокійно весь цей час перебувати на місячній базі, не привертаючи уваги землян.
- В романі не пояснено, для чого взагалі корабель, на якому знаходилися Ріягейя і Гіанея, прямував до Землі. Адже автоматика місячної бази гіянейців була цілком в змозі самостійно запустити опромінення землян. Після цього, внаслідок припинення народжуваності, населення Землі ще існувало б упродовж покоління, перешкоджаючи захопленню планети.
- Надто складним і важко здійсненним виглядає спосіб покарання при спробі скористатися чужим кораблем. Раціональнішою була б негайна анігіляція корабля з викрадачами, що призвело б до значних руйнувань і навколо зорельота.

## Публікації роману

### Російською мовою
- Мартинов Г. Гіанея (уривок) // Вечірня Москва. — 1963, 24 червня.
- Мартинов Г. Гіанея // Зміна. — 1963. — № 11-18, 21-23 (865-872, 875-877). (Рис. А. Бабановского, Р. Новожилова)
- Мартинов Г. Гіанея. — Л. : Дитяча література, 1965. — С. 280. — 100000 прим. (Рис. і оформл. Л. Рубінштейна)
- Мартинов Г. Гіанея. — Л. : Дитяча література, 1971. — С. 400. — 75000 прим. (Рис. і оформл. Л. Рубінштейна)
- Мартинов Г. Гіанея / Вступ. стаття А.с Балабухи і А.с Бритикова. — Л. : Дитяча література, 1989. — С. 400. — 100000 прим. — ISBN 5-08-000190-9. (Рис. і оформл. Л. Рубінштейна)
- Мартинов Г. Гіанея. — М. : Композитор, 1992. — С. 285. — ISBN 5-85-285340-2.
- Мартинов Г. Гіанея. — М. : Дитяча література, 2004. — С. 480. — 7000 прим. — ISBN 5-08-004118-8. (Рис. і оформл. Л. Рубінштейна)

### Іншими мовами
- Gueorgui Martinov. Guianeya. — Moscú : Mir, 1974. — С. 480. (пер. іспанською: Justo Nogueira)